# Ушпізін
Ушпізін (івр. האושפיזין, трансліт. HaUshpizin, латиніз. The Sukkot guests, дос. «Гості») — ізраїльський фільм 2004 року, знятий режисером Ґіді Даром за сценарієм Шулі Ранда. У ньому знялися Ранд та його дружина Міхаль, для якої ця роль стала дебютною в кіно.

## Сюжет
Моше та Малі Беланґа — збідніла, бездітна хасидська пара бааль тешува («тих, що повернулися до юдаїзму») з єрусалимської громади брацлавських хасидів. Після того, як Моше відмовили в отриманні очікуваної грошової допомоги, сплатити свої рахунки, не кажучи вже про те, щоб підготуватися до майбутнього єврейського свята Сукот.
Моше милується особливо красивим етроґом (цитроном), одним із чотирьох видів рослин, необхідних для святкування свята. В дотримання святкового обряду. Вони втішають себе, згадуючи вислів рабина Нахмана з Брацлава про те, що важкі часи — це випробування віри. Після тривалих молитов напередодні свята вони отримують несподіваний грошовий подарунок, і Моше купує етрог за 1000 шекелів (приблизно 300 доларів США) — велику суму грошей, яка набагато перевищує його статки.
До пари приходить пара в'язнів-втікачів, один з яких знав Моше за його попереднього, нерелігійного життя. В'язні стають їхніми гостями (ушпізінами) у суці, створюючи безліч конфліктів і напружуючи стосунки Моше та Малі.

## Акторський склад
- Шалом "Шулі" Ранд[en] — Моше Беланґа
- Міхаль Бат-Шева Ранд — Малі (Малка) Беланґа
- Шауль Мізрахі[he] — Еліягу Скорпіо
- Ілан Ганані[he] — Йосеф
- Аврагам Абутбул[en] — Бен Барух
- Йонатан Даніну[he] — Давід Ґабай
- Даніель Даян[he] — рабин

## Локації
Зйомки фільму «Ушпізін» відбувалися на вулицях Єрусалиму, Ізраїль. Хоча кілька сцен було знято в районах хареді (ортодоксальних юдеїв), більшу частину фільму було відзнято в районі Сиротинця Шнеллера (також відомий як Сирійський сиротинець) та в єрусалимському районі Нахлаот. Кілька вулиць Нахалоту часто з'являються у фільмі: вулиця Рама (де Бен Барух зустрічає Моше і пропонує йому суку, і де Моше і Малі розлучаються), Зіхрон Тув'я (де розташована єшива Моше) і вулиця Тавор, тоді як інші з'являються рідше або навіть у поодиноких кадрах. Кам'яні будівлі Нахлаоту замінюють район Шмуель га-Наві, хоча такі пам'ятки, як вежа Вольфсона та будівля Яд лаБанім, розкривають справжнє місце розташування.

## Саундтрек
Окремий саундтрек не був представлений як комерційний продукт, але, дві з основних пісень — «Ata Kadosh» та «Yesh Rak HaKadosh Baruch Hu» — пізніше вийшли на альбомі Аді Рана, якого називають «Брюсом Спрінгстіном релігійної музики».

## Прем'єра та відгуки
Фільм отримав переважно позитивні відгуки і був описаний як казка, що зігріває серце до свята Сукот. Гра Міхаль Батшеви Ранд отримала багато похвал, адже це була її перша робота у кіно.
Фільм мав касовий успіх, ставши одним з найбільш комерційно успішних ізраїльських фільмів 2005 року. Він привернув увагу багатьох релігійних глядачів і глядачів-харедім, які зазвичай не ходять у кінотеатри.
Після виходу на екрани «Ушпізін» був оцінений агрегатором рецензій Metacritic, який дав йому 70 % зі 100 можливих. На сайті Rotten Tomatoes фільм отримав 94 % схвалення що ґрунтується на 63 рецензіях. Консенсус на сайті звучить так: «„Ушпізін“ пропонує унікальний і дуже інтимний погляд на ультраортодоксальну єврейську культуру».

## Культура харедім
Шулі Ранд з релігійних/скромних міркувань наполіг на тому, щоб його дружина, яка ніколи раніше не знімалася, зіграла навпроти нього у фільмі.
Фільм не був орієнтований на ортодоксального кіноспоживача, оскільки харедім зазвичай не ходять до кінотеатрів. Тим не менш, він привернув багато уваги, що призвело до інтенсивного розповсюдження фільму та порушення авторських прав людьми, які інакше не мали б доступу до нього. Після запитів від людей, які подивилися несанкціоновані копії фільму, про те, як заплатити, в районах харедім були розклеєні пашквілі. Реклама розповідала людям про фінансові проблеми, що виникли внаслідок файлообміну, нагадувала про заборону крадіжки і містила поштову скриньку та номер телефону, за яким можна було заплатити кредитною карткою. Інший спосіб віддячити творцям фільму — зателефонувати до кінотеатрів, замовити квитки і не з'явитися на сеанс.

## Нагороди та номінації
Фільм був номінований на три премії Офір, а Шулі Ранд переміг у номінації «найкраща чоловіча роль». У своїй промові він подякував Вс-вишньому та рабину Нахману з Брацлава. Фільм також був представлений у номінаціях «найкращий сценарій» і «найкращу чоловіча роль другого плану» у виконанні Шауля Мізрахі.